# 골반
골반(骨盤, 영어: pelvis)은 인체 해부학에서 복부 하단부에 위치하여 몸통과 하지를 연결하며, 배 속의 장기를 싸고 있는 뼈이다. 골반의 영어 낱말과 라틴어 낱말로 같이 쓰이는 pelvis는 "물동이"라는 뜻이며 이 단어 자체도 그 모양에 따라 만들어진 것이다. 엉치뼈, 꼬리뼈, 볼기뼈가 골반을 구성한다.

## 구조
|  |

### 볼기뼈
볼기뼈(pelvic bone)

### 골반안
|  |  |
|  |  |

골반안(pelvic cavity, 골반강)

### 골반바닥

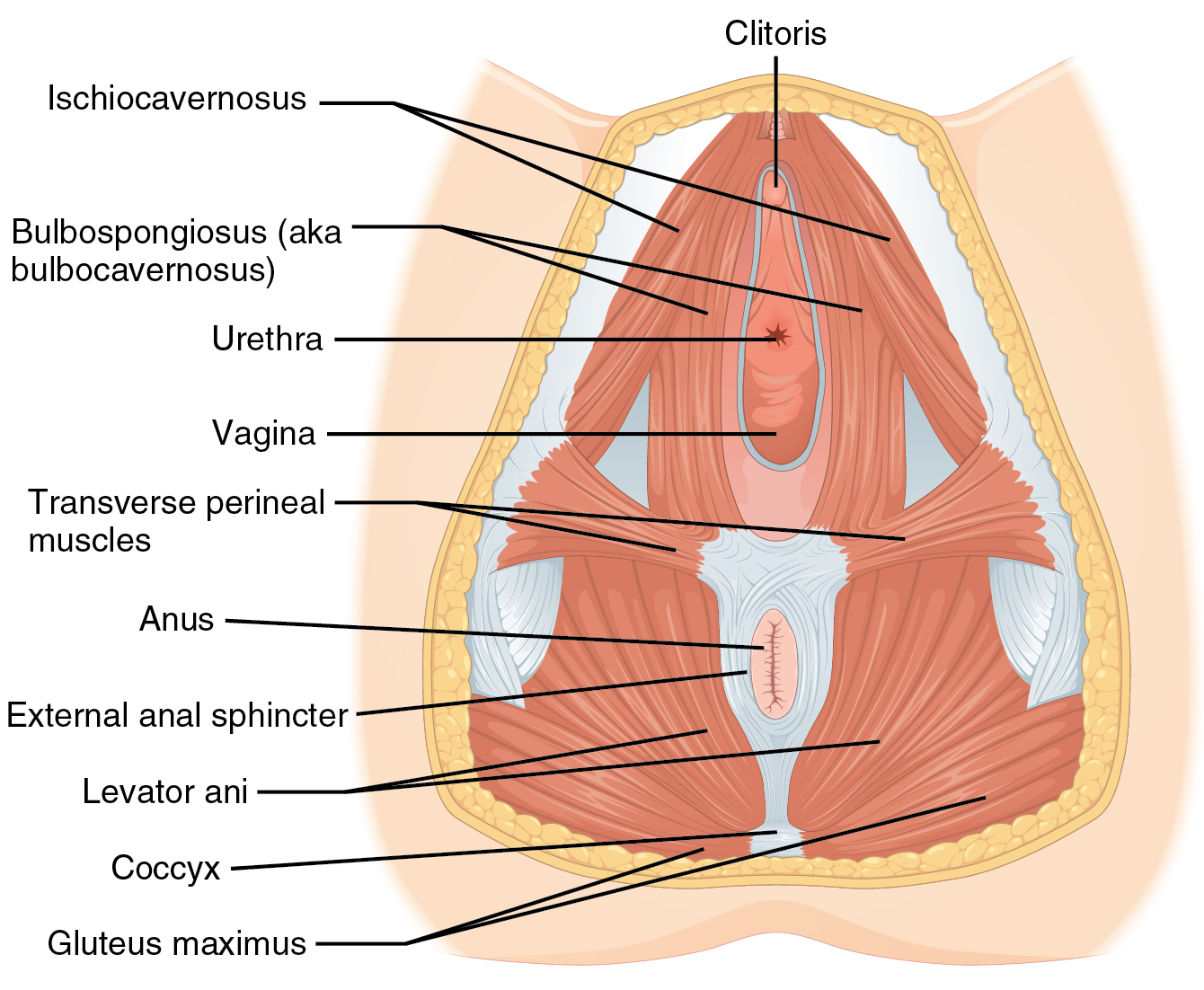
여성 샅

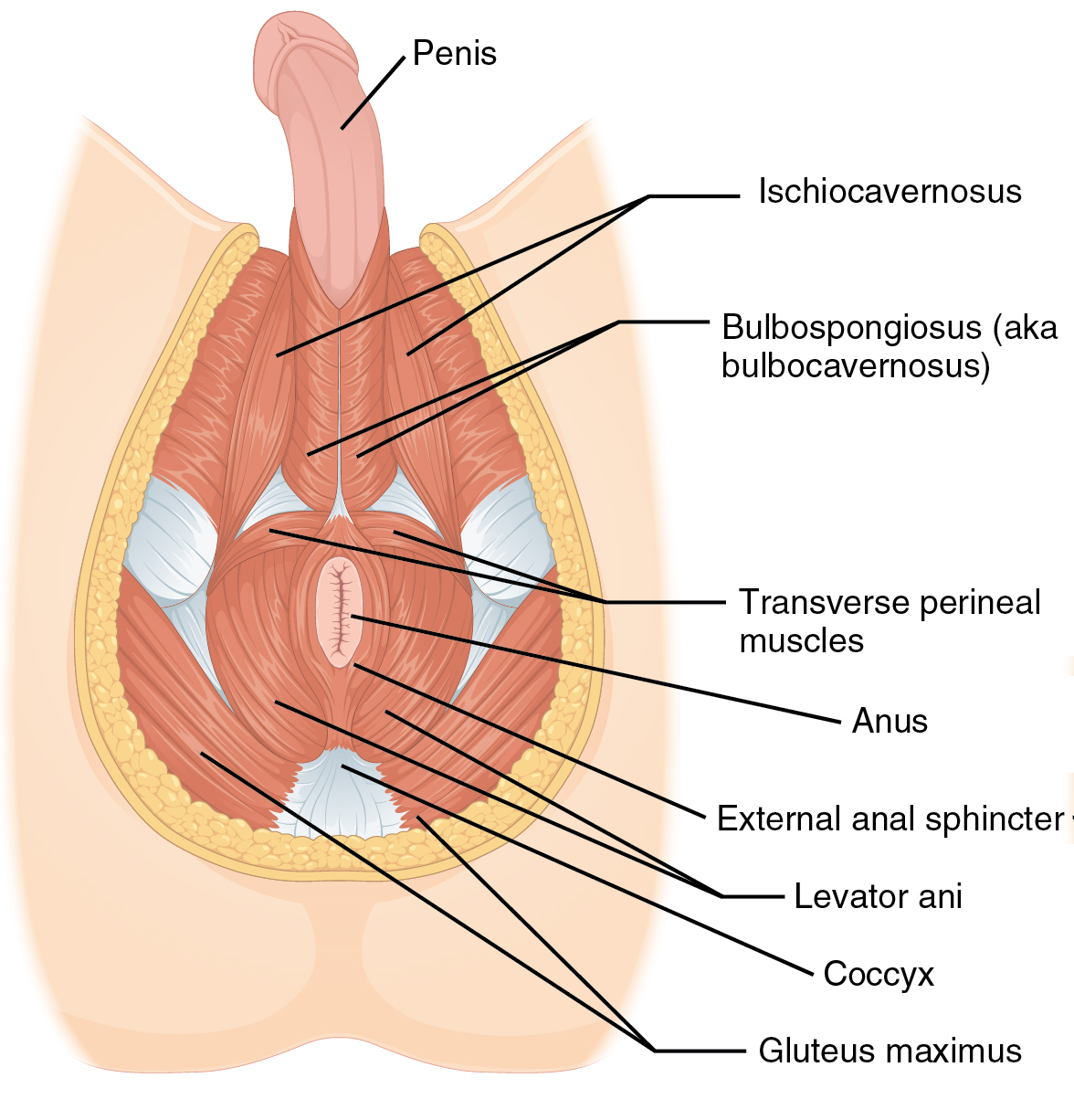
남성 회음

골반바닥(pelvic floor, 골반저부, 골반저)

## 같이 보기
- 볼기

- 엉덩이
- 궁둥이

- 볼기뼈

- 엉덩뼈
- 궁둥뼈
- 두덩뼈